# 6987 Onioshidashi
A 6987 Onioshidashi (ideiglenes jelöléssel 1994 WZ) a Naprendszer kisbolygóövében található aszteroida. Kobajasi Takao fedezte fel 1994. november 25-én.